# Agathia vernifera
Agathia vernifera là một loài bướm đêm trong họ Geometridae.